# Cogollos de Guadix
Cogollos de Guadix è un comune spagnolo di 723 abitanti situato nella comunità autonoma dell'Andalusia.